# Бенга
Народ бенга — африканская этническая группа, представители народов банту, которые являются коренными жителями Экваториальной Гвинеи и Габона. Их коренной язык — бенга. Их называют ндове или Playeros (пляжные люди), один из нескольких народов на побережье Рио-Муни. Бенга населяют небольшую прибрежную часть Кабо-де-Сан-Хуана, пригородные анклавы в прибрежных муниципалитетах Мбини и Бата, а также проживают на островах Кориско, Большой Элобей и Малый Элобей.

## История

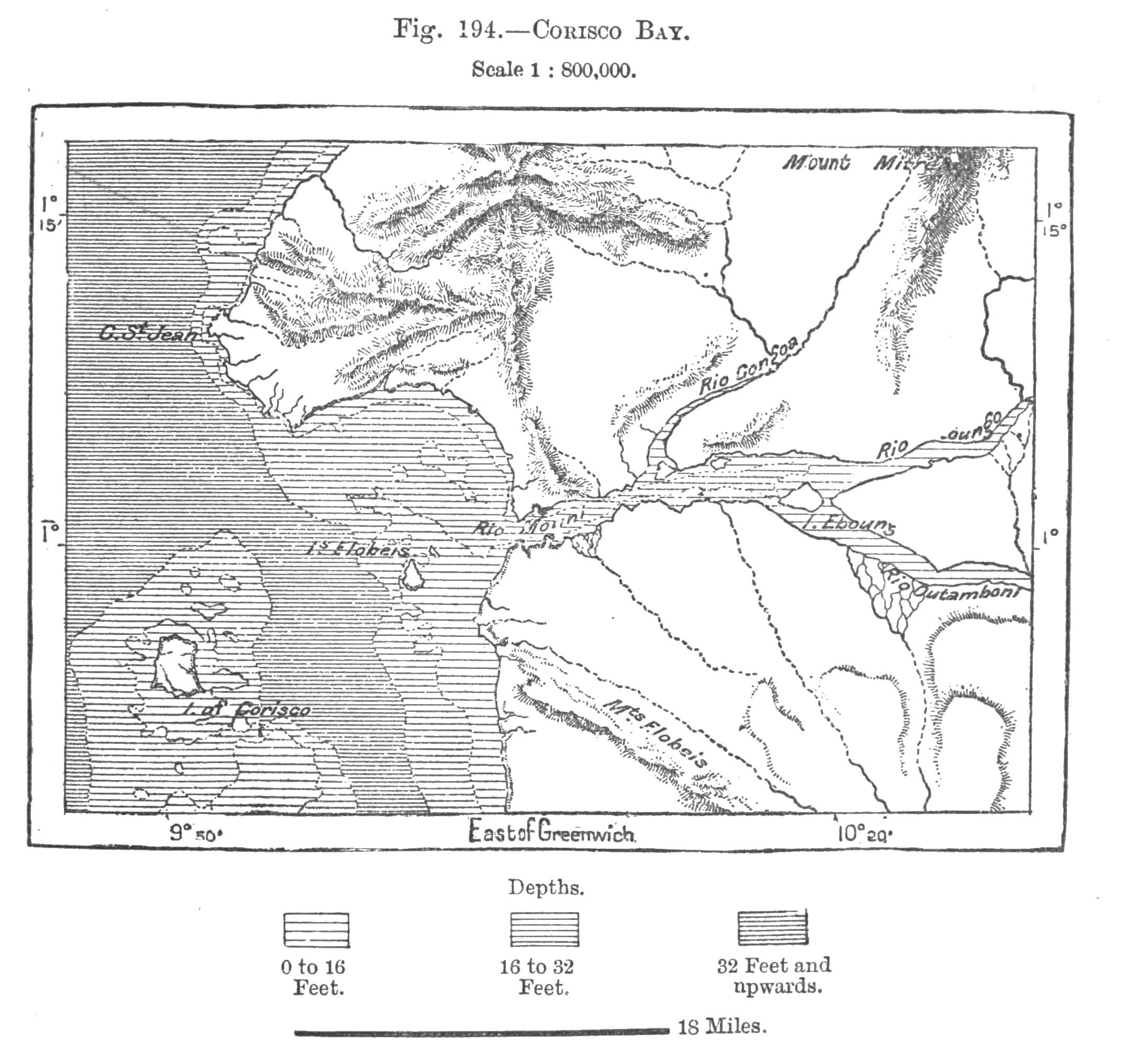
Топографическая карта залива Кориско 1892 года, где обитает народ бенга.

Народ бенга является одним из 14 племён ндове в Экваториальной Гвинее и традиционно они были рыбаками, моряками и торговцами. Считается, что они исторически населяли внутренние районы Экваториальной Гвинеи до контакта с европейцами, пробиваясь к побережью только для лучшей торговли с европейскими державами. К 1770 году было отмечено, что бенга населяют остров Корсико, который ещё недавно был необитаем. Бенга традиционно практиковали рабство в своей культуре, порабощая соседние племена, такие как фанг, и участвовали в трансатлантической работорговле. К середине XIX века, когда Великобритания запретила трансатлантическую работорговлю, она начала оказывать давление через свои вооружённые силы, чтобы остановить торговлю людьми, особенно в заливе Биафра, где британская военная оккупация Экваториальной Гвинеи, по сути, положила конец работорговле.

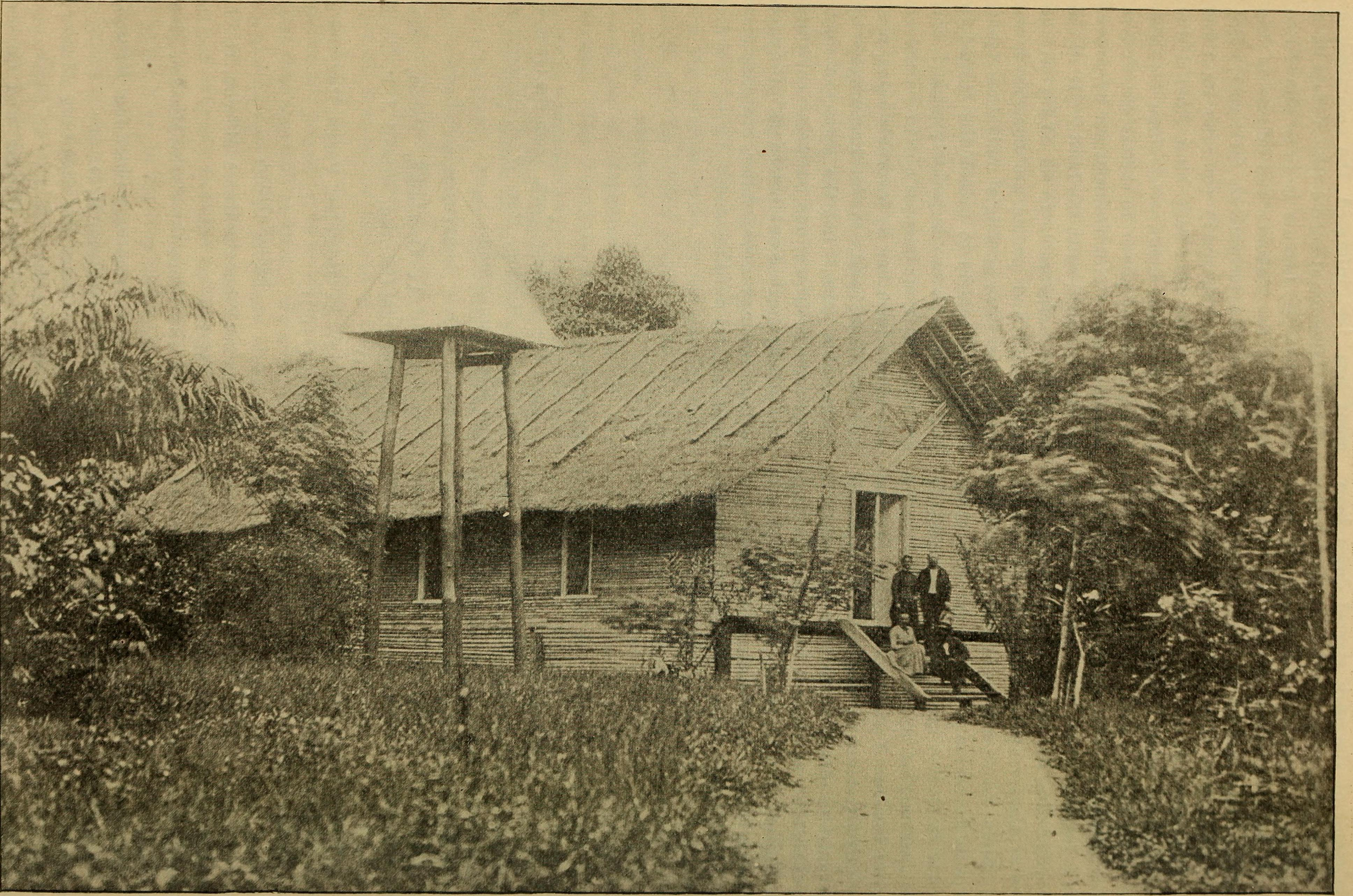
Дом пресвитерианского миссионера в Кориско. (1895)

К 1857 году американские миссионеры начали организовывать миссии в Корсико, но к 1943 году большинство из них уехали из-за Второй мировой войны. После чего большинство бенга покинули остров в поисках лучших возможностей.

## Галерея

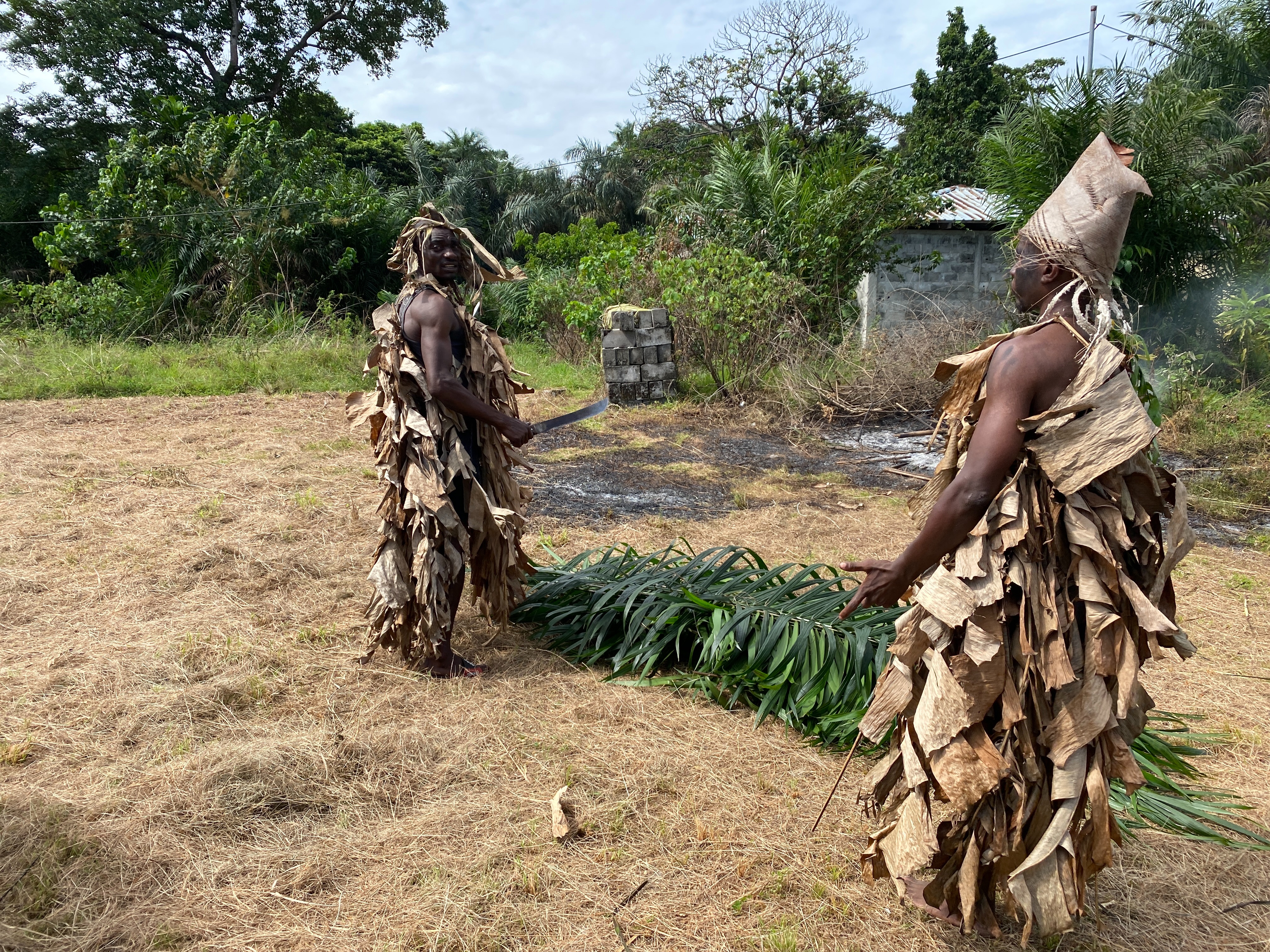
Ритуал во время традиционного фестиваля Бенга
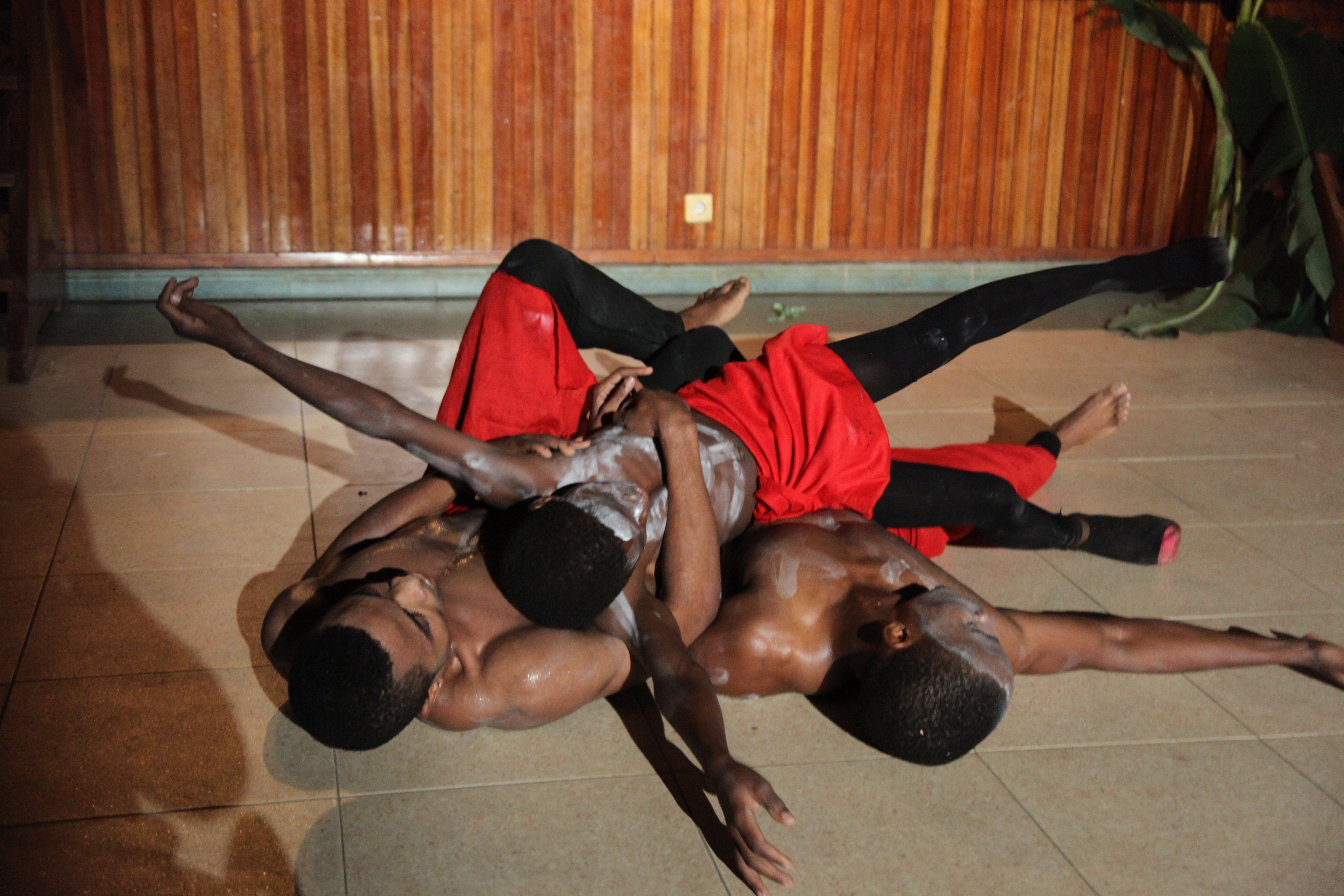
Традиционный танец бенга
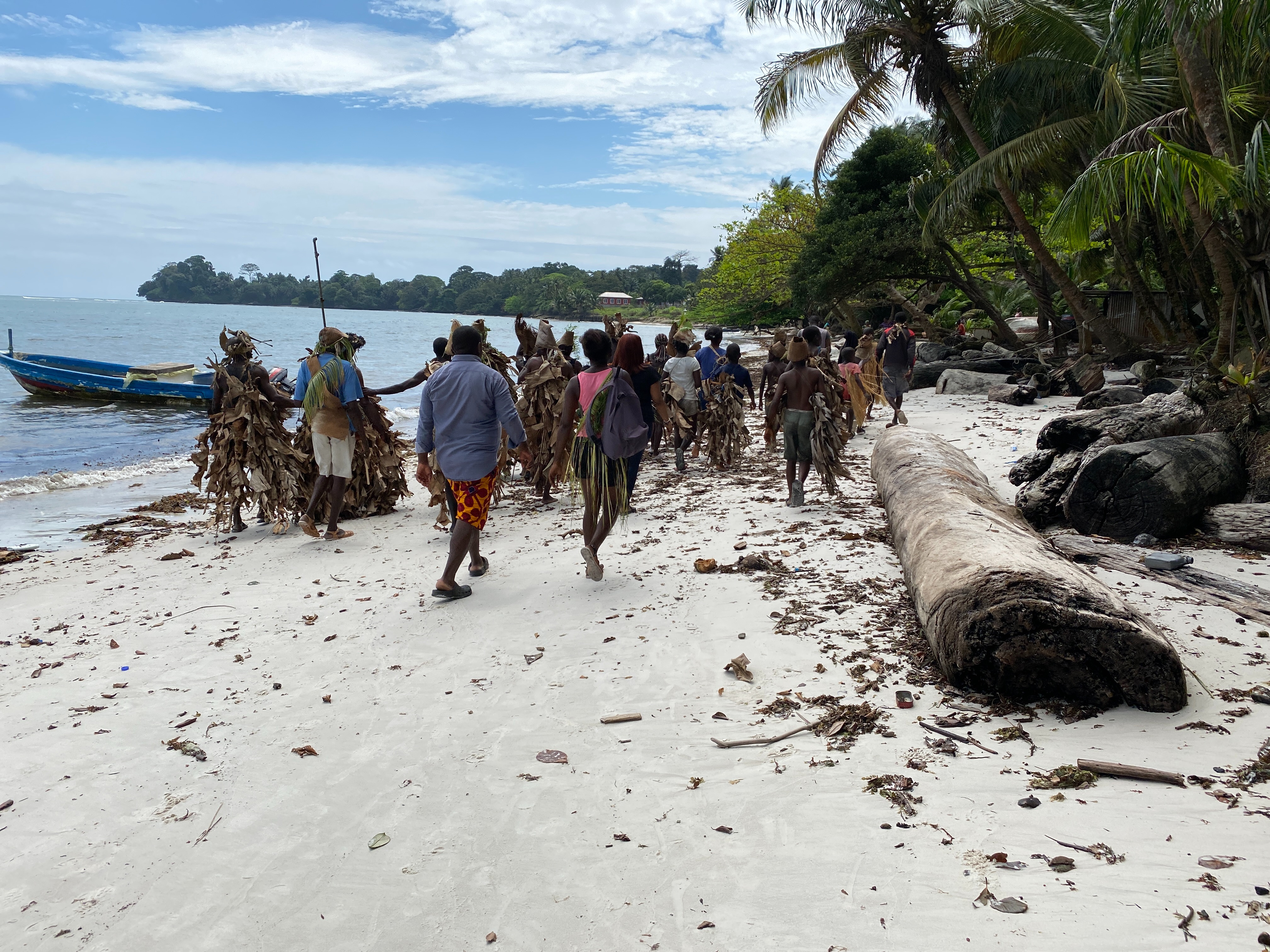
Бенга прогуливаются по пляжу
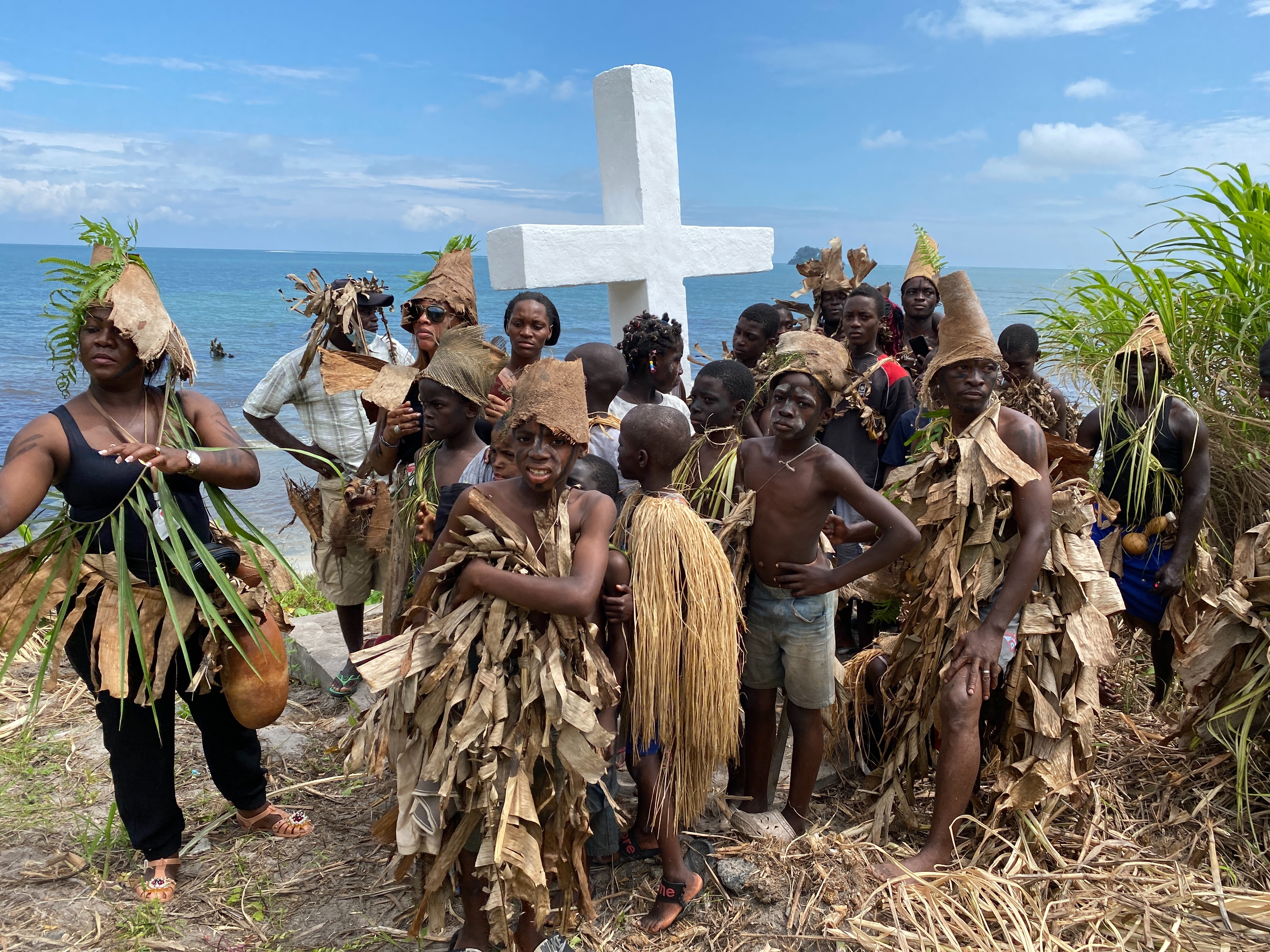
Бенга в традиционной одежде возле христианского креста
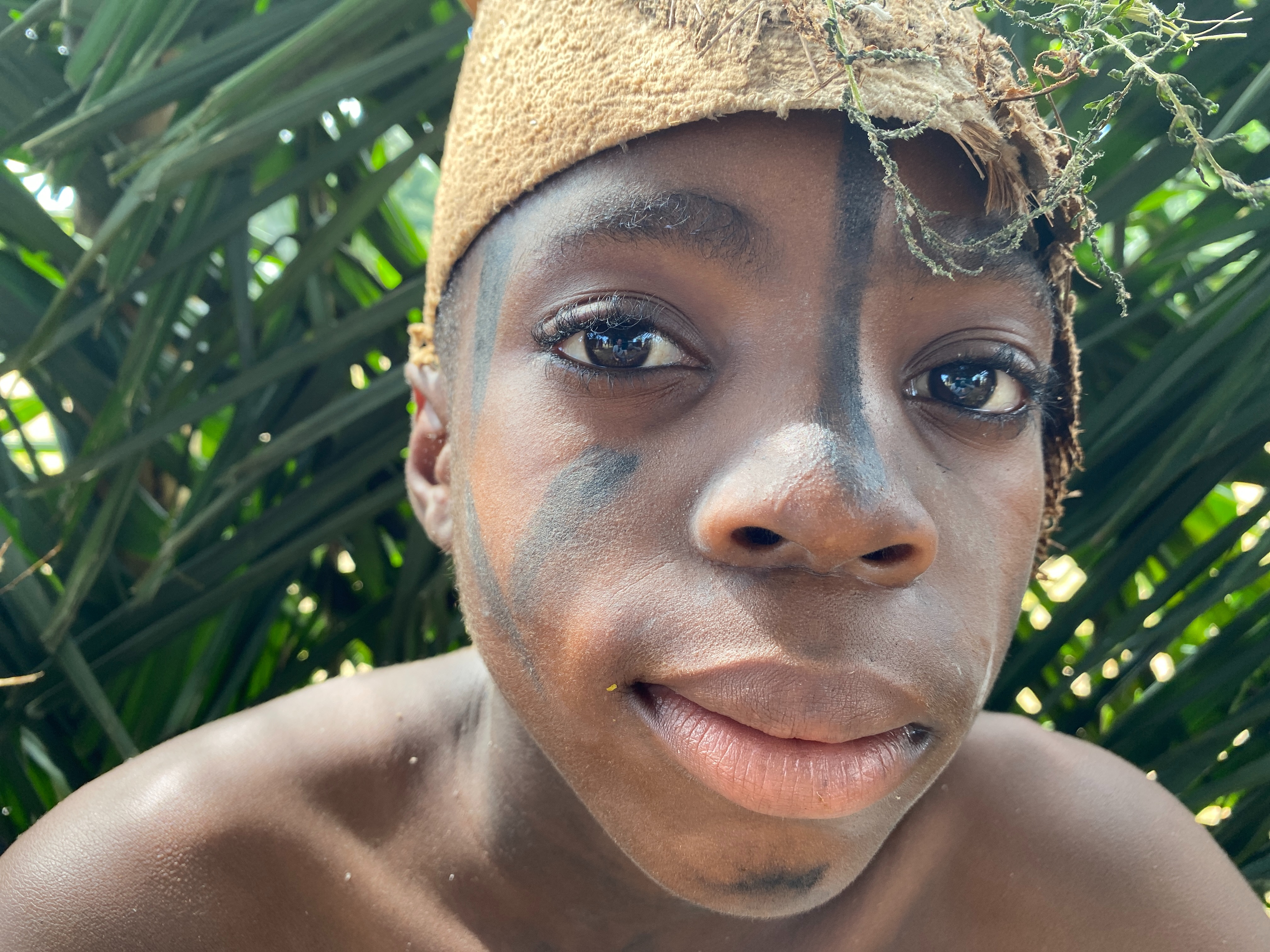
Ребёнок бенга в традиционной шляпе и с краской на лице
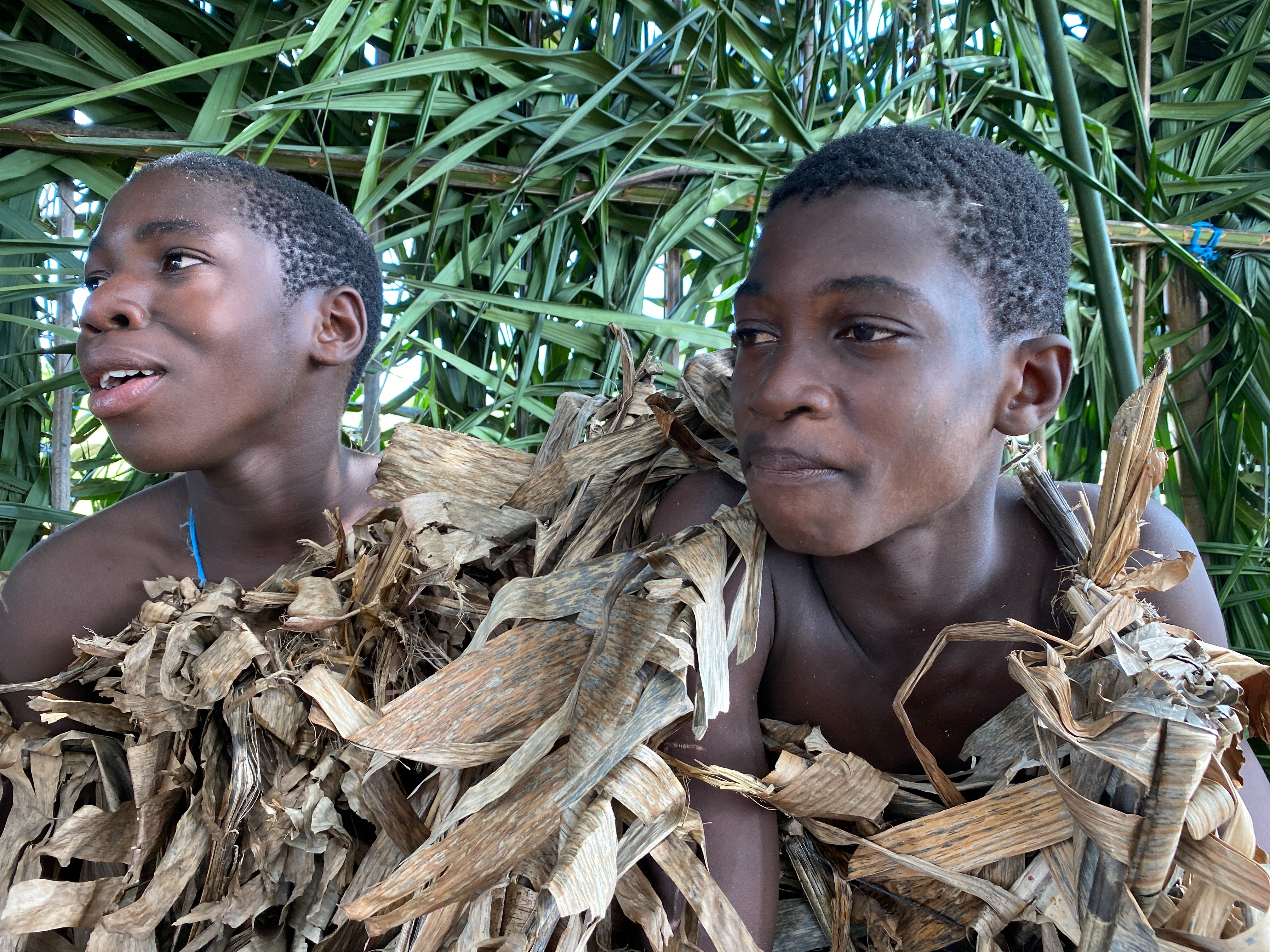
Мужчины бенга, сидящие в традиционных регалиях

## Известные представители и потомки
- Сэмюэл Л. Джексон — американский актёр, происходит из народа бенга[5].